# John Dickinson (Schriftsteller)
John Geoffrey Hyett Dickinson (* 24. Juni 1962 in London) ist ein englischer Schriftsteller. Er ist der älteste Sohn des englischen Autors Peter Dickinson und Mary Rose Barnard.
Dickinson besuchte die St Paul’s School in London und studierte am Trinity College in Oxford, wo er in Geschichte graduierte. Dickinson ist verheiratet, hat zwei Kinder und wohnt zurzeit in Painswick, Gloucestershire.
Dickinson arbeitete ab 1985 zunächst beim britischen Verteidigungsministerium, dem Cabinet Office und später bei der NATO, ehe er sich 2002 ganz auf seine schriftstellerischen Tätigkeiten konzentrierte.

## Künstlerisches Schaffen
Nach zwei unveröffentlichten Romanen wurde der dritte, der Fantasyroman The Cup of the World, 2004 durch David Fickling Books, einer Abteilung der Random House Children’s Books, herausgegeben. Zwei weitere folgten. Die drei Bücher richten sich an junge Erwachsene und erzählen die Geschichte von Phaedra und ihrem Sohn Ambrose in einem kleinen, mittelalterlichen Königreich. Die beiden bekommen die Auswirkungen von Sünde und Vergeltung zu verstehen, die dieses Reich seit seinem Bestehen betrübt haben. Der Schreibstil von The Cup of the World wurde von einem Kritiker des Guardian, als „detailliert, glühend reich und unvergesslich“ beschrieben. Die Romanreihe erschien im Vereinigten Königreich, in den USA und in weiteren Ländern. Deutschsprachige Ausgaben erschienen im Bastei Lübbe Verlag.
The Lightstep ist ein historischer Roman für Erwachsene, der im Deutschland des 18. Jahrhunderts spielt. Er erzählt die Geschichte eines ehemaligen republikanischen Aktivisten, Michel Wéry. Durch die Grausamkeiten der französischen Revolution desillusioniert, wird er ein Spion für ein aristokratisches Regime eines kleinen deutschen Staates.
Dickinsons erster Science-Fiction-Roman WE erschien 2010.

## Werke

### Jugendromane
- The Cup of the World.[3] David Fickling, Oxford 2004, ISBN 0-385-60516-1 (deutsch: Die Schlange am Rande der Welt. Aus dem Engl. von Angela Koonen. Bastei Lübbe, Köln 2010, ISBN 978-3-404-28545-7).
- The Widow and the King.[4] David Fickling, Oxford 2005, ISBN 0-385-60838-1 (deutsch: Der Prinz unter dem Himmel. Aus dem Engl. von Angela Koonen. Bastei Lübbe, Köln 2011, ISBN 978-3-404-28548-8).
- The Fatal Child. David Fickling, Oxford 2008 ISBN 978-0-385-61437-5 (deutsch: Das Kind des Schicksals. Aus dem Engl. von Angela Koonen. Bastei Lübbe, Köln 2011, ISBN 978-3-404-20010-8).
- WE. David Fickling, Oxford 2010, ISBN 978-0-385-61789-5.

### Historische Romane
- The Lightstep. David Fickling, Oxford 2007, ISBN 978-0-385-61173-2.